# Mea – meine apotheke
mea – meine apotheke, kurz mea, ist eine deutsche genossenschaftliche Apothekenkooperation. Die Kooperation mit rund 3000 teilnehmenden Apotheken wird von der Sanacorp Pharmahandel GmbH mit Sitz in Planegg bei München betrieben.
Teilnehmenden Apotheken werden Dienstleistungen wie Einkaufsvergünstigungen für ausgewählte Produkte, Marketingunterstützung, die Möglichkeit, Eigenmarkenprodukte anzubieten, Zugang zu verschiedenen digitalen Dienstleistungen und Rabatte auf Weiterbildungsmöglichkeiten angeboten. Hersteller, die sich an dieser Kooperation beteiligen, können ihre Produkte in vielen Apotheken gleichzeitig bewerben. Für den Endverbraucher bietet mea Apotheken eine App., den mea Chat, den mea Shop, und die Möglichkeit, (E-)Rezepte online an die Apotheke zu vermitteln.

## Geschichte
Der Pharmagroßhändler Sanacorp entwickelte das Konzept einer eigenen Apothekenkooperation im Jahr 2003. Vor dem Hintergrund der 2004 in Kraft getretenen Reform des Gesundheitswesens entstanden in diesem Zeitraum in Deutschland eine Reihe von Apothekenkooperationen. Der Zusammenschluss zu Einkaufsgemeinschaften wurde als ein Weg gesehen, der durch die Deregulierung des Apothekengeschäfts bewirkten Intensivierung des Wettbewerbs zu begegnen.
Unter dem Markennamen „mea – meine apotheke“ nahm die Kooperation Anfang 2004 ihre Arbeit auf; im ersten Halbjahr 2004 traten 1400 Apotheken bei. Mittlerweile zählt mea mit rund 3000 teilnehmenden selbstständigen Apotheken zu den größten Apothekenkooperationen in Deutschland – gemessen an den Teilnehmerzahlen*.